# Пифос

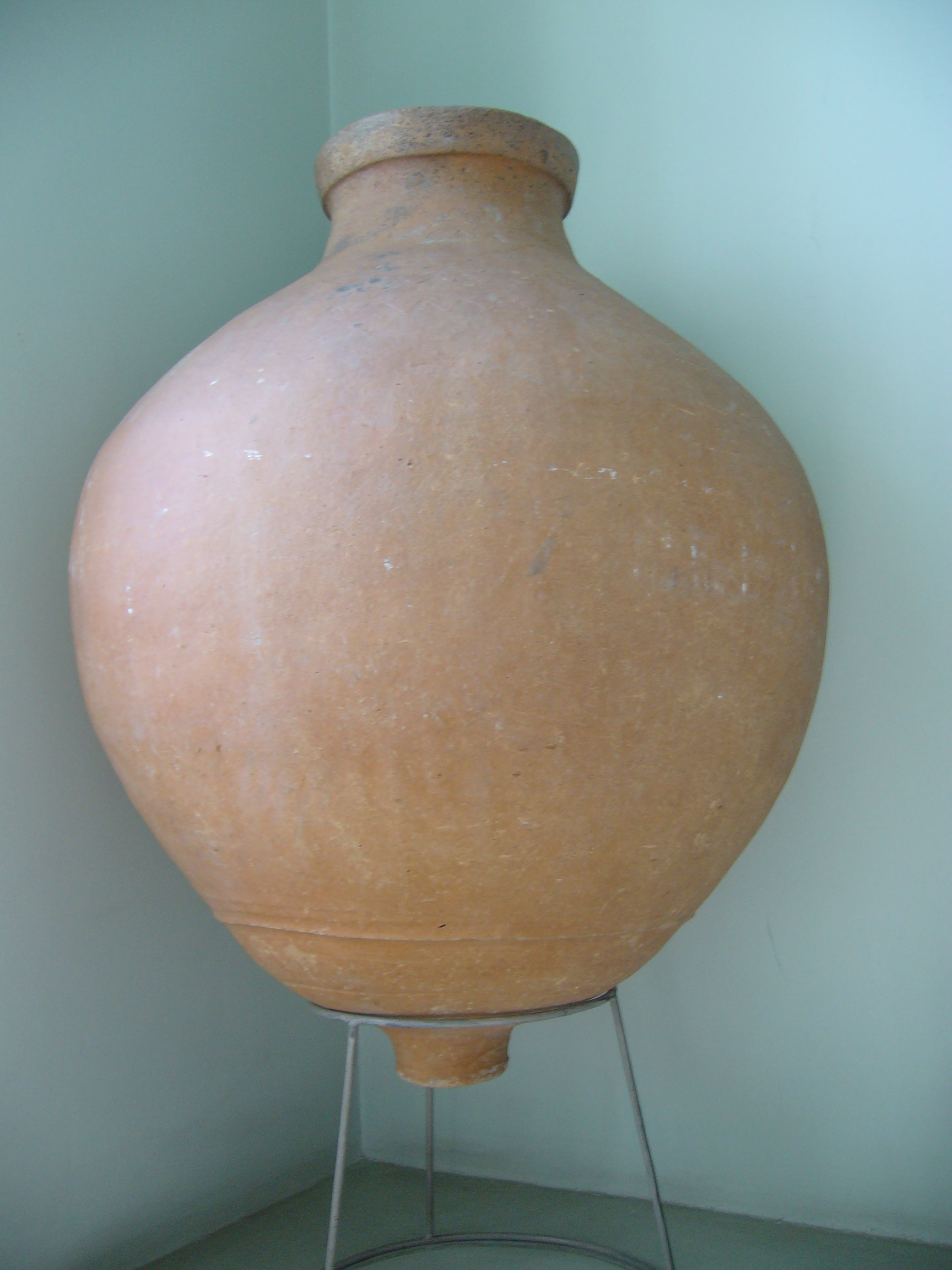
Пифос из Херсонеса, выставленный в Эрмитаже

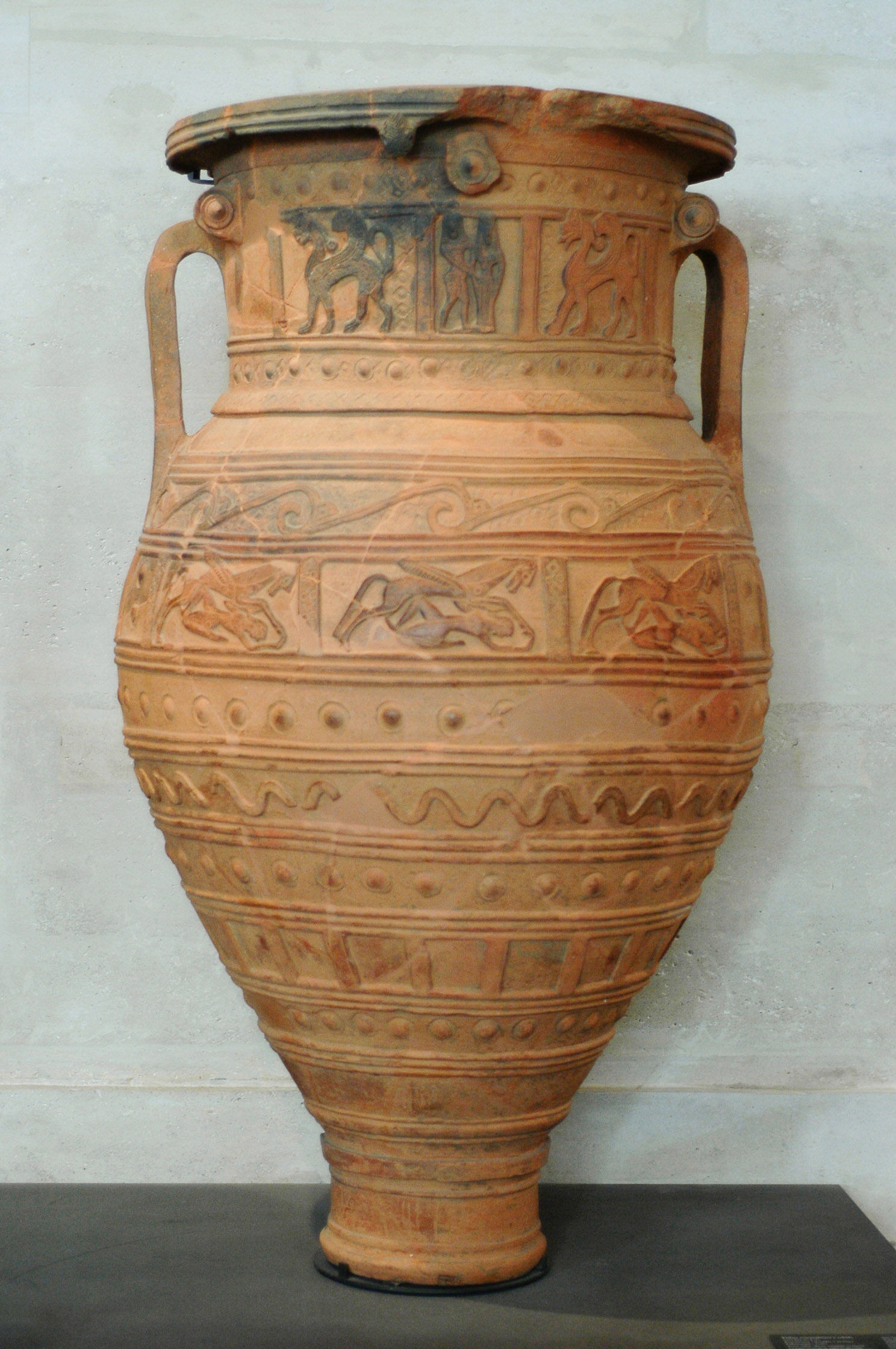
Рельефный пифос с Крита (VII в. до н. э.)

Пи́фос (др.-греч. πίθος), в Древней Греции — большой керамический сосуд (мог быть размером в рост человека и более) для хранения продуктов — зерна, вина, оливкового масла, солёной рыбы. Получил распространение по всей территории Средиземноморья, в особенности в культурной области Эгейского моря, включая остров Крит. Производство пифосов требовало от гончара специальных навыков.
Пифос представляет собой керамический сосуд крупного размера в форме шара или яйца (обращённого острым концом вниз), напоминающий амфору. Однако у пифоса чаще встречается не острое дно, а плоское, позволяющее ему стоять, и часто имеются приспособления для транспортировки в верхней части, через которые протягивались тросы для передвижения сосудов. У пифосов могло быть от четырёх до шести ручек. Поверхность пифоса может быть гладкой или украшена ленточным узором. По цвету пифосы встречаются в гамме от бежевого, песочного и до коричневого и красноватого. На пифосах, выполненных в стиле Камареса в минойскую эпоху, изображались рыбы.
Пифосы также использовались в погребальных обрядах, но в первую очередь для хранения оливкового масла, воды, мёда, соли и зерна. 47 пифосов для вина было найдено в подвале в Цихагоре. На пифосы ставилось также клеймо. Аналогичный сосуд у древних римлян назывался долием (лат. dolium). Пифосом был злополучный ящик Пандоры. В соответствии с легендой, именно в пифосе жил Диоген. Пифосы иногда использовались для погребений.
В микенском греческом данное название зафиксировано в форме идеограммы qe-to. Точной этимологии не имеет, однако предполагается заимствование из какого-то субстратного языка.